# علي زين
علي زين محمد (و. 1990  م) هو لاعب كرة يد، من مصر، ولد في مصر، شارك في الألعاب الأولمبية الصيفية 2016، يلعب كظهير ‏. بدأ لعب كرة اليد في النادي الأهلي المصري في عمر الست سنوات وتدرج في المراحل العمرية وشارك في دورة البحر المتوسط ثم انضم لمنتخب الناشئين ثم الشباب وضمه جمال شمس مع المنتخب الوطني لكرة اليد الأول عام 2009 وحافظ على تواجده في صفوف الفريق إلى الآن وبدأ رحلته الاحترافية في تونس عام 2012 ثم انتقل للجزيرة الإماراتي ثم إكس الفرنسي لمدة موسمين ثم الشارقة الإماراتي ثم نادي برشلونة الإسباني,

## روابط خارجية
- علي محمد على موقع الاتحاد الفرنسي لكرة اليد (الفرنسية)
- علي محمد على موقع أوليمبيديا (الإنجليزية)